# ABC Monday Night Football
ABC Monday Night Football (ABCマンデーナイトフットボール?, ABC Mande Naito Futtoboru) è un videogioco di football sviluppato per computer ed ispirato alla trasmissione televisiva omonima.
Fu licenziato dalla ABC Sports ma non ottenne le licenze delle NFL o della NFLPA, quindi le squadre presenti nel gioco sono fittizie: Indianapolis Rays e Miami Sharks ne sono due esempi.